# Мышенькино
Мышенькино — деревня в Опочецком районе Псковской области России. Входит в состав Звонской волости.
Расположена в 19 км к юго-востоку от города Опочка, в 1 км к востоку от озера Нивно.
Численность населения по состоянию на 2000 год составляла 16 человек, на 2012 год — 10 человек.